# Ramal de São Paulo
| Ramal de São Paulo | Ramal de São Paulo |
| ------------------ | ------------------ |
|                    |                    |

Der Ramal de São Paulo ist eine Eisenbahnstrecke zwischen den Bundesstaaten Rio de Janeiro und São Paulo in Brasilien.

## Geschichte
Der Ramal de São Paulo wurde von Großgrundbesitzern und Kaffeepflanzern im Tal des Flusses Rio Paraíba do Sul, dem Vale do Paraíba, ab 1869 erbaut. Hierfür wurde die Eisenbahngesellschaft E.F. do Norte (auch E.F. São Paulo-Rio genannt) gegründet, die das erste Teilstück von São Paulo (Linha S.P.R.) bis Cachoeira (Paulista) am 12. Mai 1877 in Betrieb nahm, wo die Linie auf die Line von Barra do Piraí als Abzweiger von der EFCB - Linha do Centro in Rio de Janeiro kommend (Bahngesellschaft E.F. Dom Pedro II) traf. Wenig später 1890 ging die E.F. Dom Pedro II und die E.F. do Norte in die Bahngesellschaft Estrada de Ferro Central do Brasil über.
Der Bau der Eisenbahnstrecke belebte die meisten Orte, durch die diese Strecke führte, und es kam zu einem wirtschaftlichen Aufschwung in diesen Regionen. Einziges Problem der beiden Linien war, dass sie in unterschiedlicher Spurbreite gebaut worden waren. Die Umstellung auf eine einheitliche Spurbreite (1,60 m) durch die Central do Brasil wurde in den Jahren 1902 bis 1908 durchgeführt.
Ab 1957 ging die Linie in den Bestand der Bahngesellschaft RFSSA über. Das Teilstück zwischen Mogi das Cruzes und São José dos Campos wurde am Ende der 80er Jahre stillgelegt, weil die Streckenführung über Parateí (weiter nördlicher) bevorzugt wurde. Der 31. Oktober 1998 war ein schwarzer Tag in der Eisenbahngeschichte Brasiliens, weil der reguläre Personenverkehr zwischen Rio und São Paulo eingestellt wurde. Damit wurde der berühmte Trem de Prata (ein Salonreisezug-Verkehr) eingestellt. Auf den verbleibenden Strecken gibt es in der Nähe urbaner Zentren wie Mogi, Brás und Estudantes bis heute Vorortverkehr mit Passagieren. Der Trem de Prata verkehrt noch manchmal unregelmäßig für Touristen. Betreiber der Strecke ist das Eisenbahnunternehmen MRS Logística.